# Cerlier
Cerlier, appelée Erlach en allemand, est une commune suisse du canton de Berne, située dans l'arrondissement administratif du Seeland.

## Géographie

### Situation

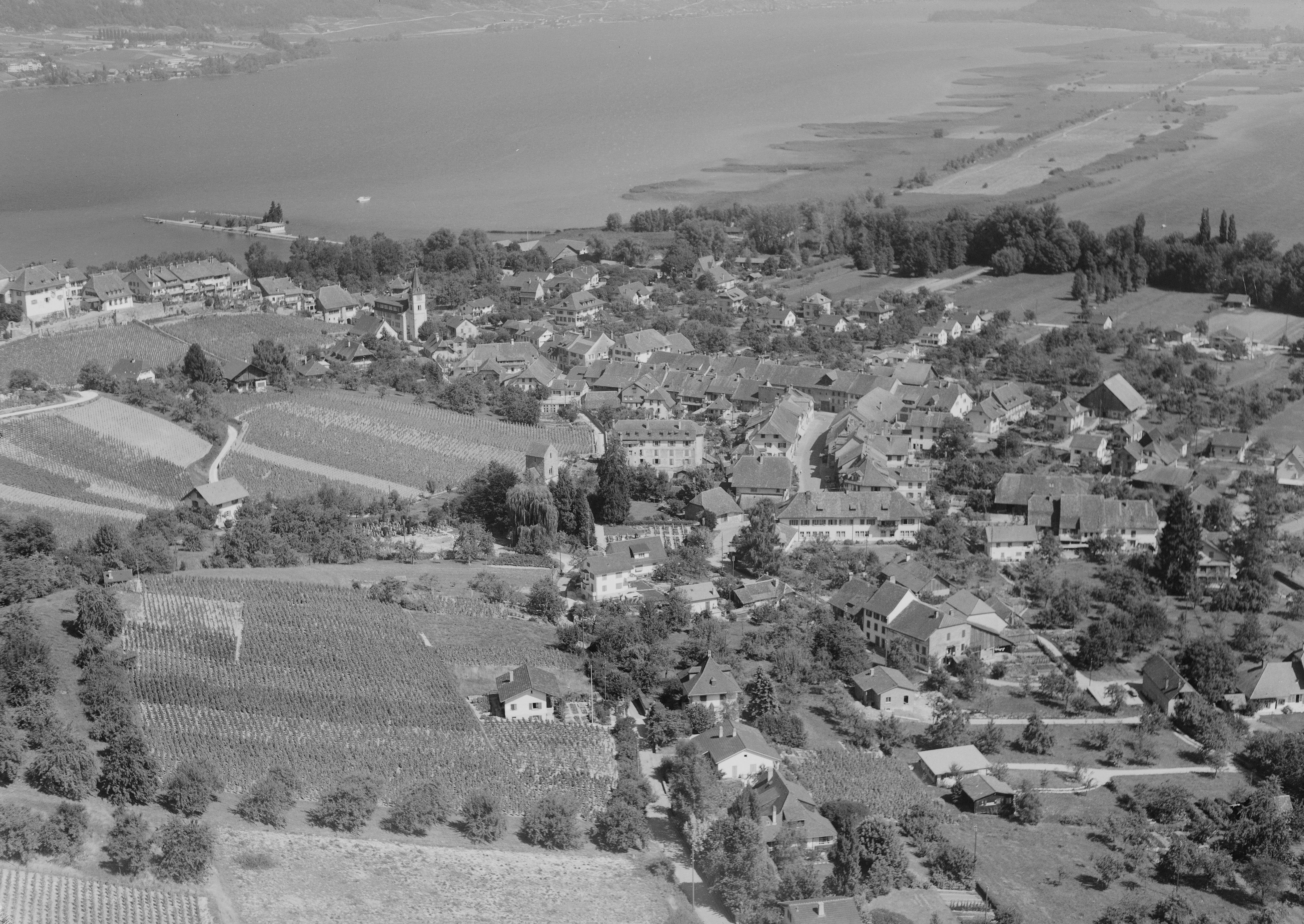
Photo aérienne (1962).

Le territoire de Cerlier s'étend sur 3,51 km2. Lors du relevé de 2013-2018, les surfaces d'habitations et d'infrastructures représentaient 16,3 % de sa superficie, les surfaces agricoles 43,8 %, les surfaces boisées 26,6 % et les surfaces improductives 12,0 %.

### Transports
- Bus pour Anet, Le Landeron et Lüscherz
- Bateau pour La Neuveville et Bienne
- Autoroute A5, sortie 19

## Histoire
Un village du nom de Sunkort a probablement existé avant le château et la petite ville. Les vignes « hinter Sunkort » rappellent le hameau disparu aux alentours de 1500 et l'actuelle Amthausgasse en est sans doute le dernier vestige.
Seigneurie puis bailliage, Cerlier possède depuis l'an 1100 un château érigé par l'évêque de Bâle, Bourcard de Fenis, ainsi qu'une abbaye bénédictine nommée Saint-Jean-Baptiste fondée vers 1093/1103 par son frère l'évêque de Lausanne, Conon de Fenis (tous deux sont fils d'Ulrich Ier de Neuchâtel).
Le château va devenir la résidence des membres de la famille de Fenis vers 1117 après qu'un tremblement de terre ne détruise celui de leur fief d'origine. Avec Ulrich III de Neuchâtel Cerlier va être donné à la branche des Neuchâtel-Nidau en la personne de son fils Rodolphe Ier de Neuchâtel-Nidau et c'est Rodolphe II qui lui donnera ses franchises en 1264/66. La seigneurie restera dans cette famille jusqu'en 1375, date du décès de Rodolphe IV de Neuchâtel-Nidau, à ce moment elle est remise à la Maison de Savoie qui en avait déjà la suzeraineté depuis 1265.
Cerlier/Erlach a suscité la Famille d'Erlach, puissante dynastie patricienne qui, durant plusieurs siècles, a profondément marqué l'histoire de Suisse.

## Population et société

### Démographie

#### Évolution de la population
La commune compte 1 389 habitants au 31 décembre 2023 pour une densité de population de 396 hab/km2. Sur la période 2010-2019, sa population a augmenté de 11,5 % (canton : 6,1 % ; Suisse : 9,4 %).  

#### Pyramide des âges
En 2023, le taux de personnes de moins de 30 ans s'élève à 25,2 %, au-dessous de la valeur cantonale (29,9 %). Le taux de personnes de plus de 60 ans est quant à lui de 32,2 %, alors qu'il est de 28,9 % au niveau cantonal.
La même année, la commune compte 674 hommes pour 715 femmes, soit un taux de 48,5 % d'hommes, inférieur à celui du canton (49,1 %).
| Hommes | Classe d’âge | Femmes |
| ------ | ------------ | ------ |
| 0,4    | 90 ans ou +  | 1,0    |
| 11,0   | 75 à 89 ans  | 9,4    |
| 20,9   | 60 à 74 ans  | 21,7   |
| 20,9   | 45 à 59 ans  | 21,4   |
| 23,0   | 30 à 44 ans  | 19,9   |
| 9,9    | 15 à 29 ans  | 12,3   |
| 13,8   | - de 14 ans  | 14,4   |

| Hommes | Classe d’âge | Femmes |
| ------ | ------------ | ------ |
| 0,7    | 90 ans ou +  | 1,6    |
| 8,8    | 75 à 89 ans  | 11,0   |
| 17,6   | 60 à 74 ans  | 18,1   |
| 21,0   | 45 à 59 ans  | 20,4   |
| 20,9   | 30 à 44 ans  | 20,2   |
| 15,9   | 15 à 29 ans  | 14,9   |
| 15,1   | - de 14 ans  | 13,8   |

### Domaine agricole pénitentiaire
Des terres appartenant à l'exploitation agricole dépendante de l'établissement pénitentiaire de Witzwil, situé sur la commune voisine de Champion, sont situées sur la commune. Cette exploitation agricole est la plus grande de Suisse.

## Culture et patrimoine

### Patrimoine bâti
Cerlier fait partie depuis 2017 de l'association Les Plus Beaux Villages de Suisse.
Le patrimoine bâti de la commune compte :
- L'église protestante transformée par Abraham Dünz l'Aîné (1680).
- Le château de Cerlier[4]

### Patrimoine naturel
- L'île Saint-Pierre, en fait une presqu'île. On peut s'y rendre à partir de Cerlier à pied, à vélo ou en bateau.
- La colline de Jolimont, d'où l'on a une belle vue sur le lac de Bienne.

### Personnalité
Le conseiller fédéral Karl Scheurer, chef du département militaire (1920-1929), était bourgeois de Cerlier.